# 香山设治局
香山设治局，中华民国时期宁夏省的行政区划。
1941年由中卫县析置，治所在香山（今宁夏回族自治区中卫市香山堡）。约在1947年撤销，并入中卫县。